# مرد پازلی (فیلم)
مرد پازلی (انگلیسی: The Jigsaw Man) فیلمی آمریکایی در سبک کمدی و رمانتیک است که در سال ۱۹۸۴ منتشر شد.